# Cypher (film)
Cypher è un film del 2002 diretto da Vincenzo Natali, con la sceneggiatura di Brian King.
Il film, interamente girato a Toronto (Canada), è uscito in Italia il 30 aprile 2004. Jeremy Northam e Lucy Liu sono gli interpreti principali.

## Trama
Morgan Sullivan è un contabile disoccupato che conduce un'esistenza anonima. Deciso a sfuggire alla noia quotidiana della vita in periferia, cerca di intraprendere un ruolo nello spionaggio industriale. Finster, capo della sicurezza della Digicorp, lo assume, gli assegna una nuova identità e lo incarica di partecipare a dei convegni per registrarne in segreto le presentazioni.
Con la nuova identità di Jack Thursby scopre il piacere per il whisky, le sigarette, il golf ed una intensa attrazione per una misteriosa donna, Rita Foster, ma, presto, ricorrenti incubi e forti dolori al collo iniziano a tormentarlo.
È proprio Rita che lo mette in guardia dalla Digicorp, svelandogli che tutti i partecipanti ai convegni sono spie come lui, manovrate dalla società, e gli fornisce un antidoto per riuscire a superare il lavaggio del cervello al quale vengono sottoposti durante la presentazione.
Morgan, fingendo di credere alla sua nuova identità, viene mandato presso un'azienda concorrente, la Sunway Systems, per fare controspionaggio, ma qui scopre che Callaway, capo della sicurezza, lo sta aspettando, avendo incaricato Sebastian Rooks, agente free-lance e capo di Rita Foster, di procurargli una spia della Digicorp che non avesse subito il lavaggio del cervello.
Accettata la proposta di Callaway, inizia a fornire dati corrotti alla Digicorp, ma presto si mostra insofferente e si accorda con Rita affinché Rooks gli procuri una nuova identità. In cambio continuerà a fare il doppio gioco fino a guadagnare l'accesso alla banca dati della Sunway. Inaspettatamente, però, ecco riapparire Finster che lo avverte di non fidarsi, Rita e Rooks lo stanno usando e sono pronti ad eliminarlo.
Dopo una rocambolesca uscita dalla banca dati della Sunway, dove Morgan viene messo alla prova da Virgil Dunn, un ex-agente specializzato nell'individuare coloro che fanno controspionaggio, Rita lo conduce, suo malgrado, a casa di Sebastian Rooks. In un crescendo di confusione e diffidenza, iniziano a riaffiorare ricordi di una vita passata ma prima che possa comprendere appieno ciò che sta succedendo, lui e Rita si ritrovano inseguiti dalle squadre di sicurezza della Digicorp e della Sunway. Nel mezzo di una raffica di spari, un Morgan che ha ormai preso coscienza della realtà rivelandosi essere proprio Rooks, riesce a guadagnare la fuga.
Solo nel finale, a bordo di una barca al largo dell'oceano, viene svelato il contenuto del disco rubato: l'unica copia rimasta del file su Rita Foster, moglie di Rooks, della Sunway.

## Riconoscimenti
- Catalonian International Film Festival - 2002
  - Miglior attore: Jeremy Northam
- Festival internazionale del cinema fantastico di Bruxelles - 2003
  - Corvo d'Oro: Vincenzo Natali
- Fantasporto - 2003
  - Miglior attore: Jeremy Northam
  - Migliori effetti speciali: Bret Culp, Bob Munroe
  - Premio speciale della giuria: Vincenzo Natali

## Curiosità
- Cypher è un termine obsoleto per indicare il numero 0, numero messo in evidenza durante il film, in particolare, nella ripresa dall'alto dell'area periferica dove vive Morgan Sullivan.
- Il termine Cypher può anche essere usato per descrivere una persona di poco conto o poca importanza, certamente un riferimento ai ruoli di Sullivan e Thursby.
- Il numero di telefono decodificato usando Giobbe 13:17 è 436-726-3993. L'uso del prefisso 436 si discosta dalla prassi di usare 555 come prefisso per i numeri telefonici nella finzione cinematografica.
- Il film è stato girato in 35 giorni.